# Bascuñana de San Pedro
Bascuñana de San Pedro ist ein Ort und eine zentralspanische Gemeinde (municipio) mit 24 Einwohnern (Stand: 2024) im Norden der Provinz Cuenca in der Autonomen Region Kastilien-La Mancha. 

## Lage und Klima
Bascuñana de San Pedro liegt auf der Westseite des Iberischen Gebirges in einer Höhe von ca. 1060 m. Die Provinzhauptstadt Cuenca befindet sich gut 19 Kilometer (Fahrtstrecke) südsüdöstlich. Das Klima im Winter ist gemäßigt, im Sommer dagegen warm bis heiß. Regen (618 mm/Jahr) fällt das ganze Jahr über.

## Bevölkerungsentwicklung
| Jahr      | 1970 | 1981 | 1991 | 2001 | 2011 | 2021 |
| Einwohner | 85   | 29   | 38   | 40   | 24   | 20   |

## Sehenswürdigkeiten
- Peterskirche (Iglesia de San Pedro)

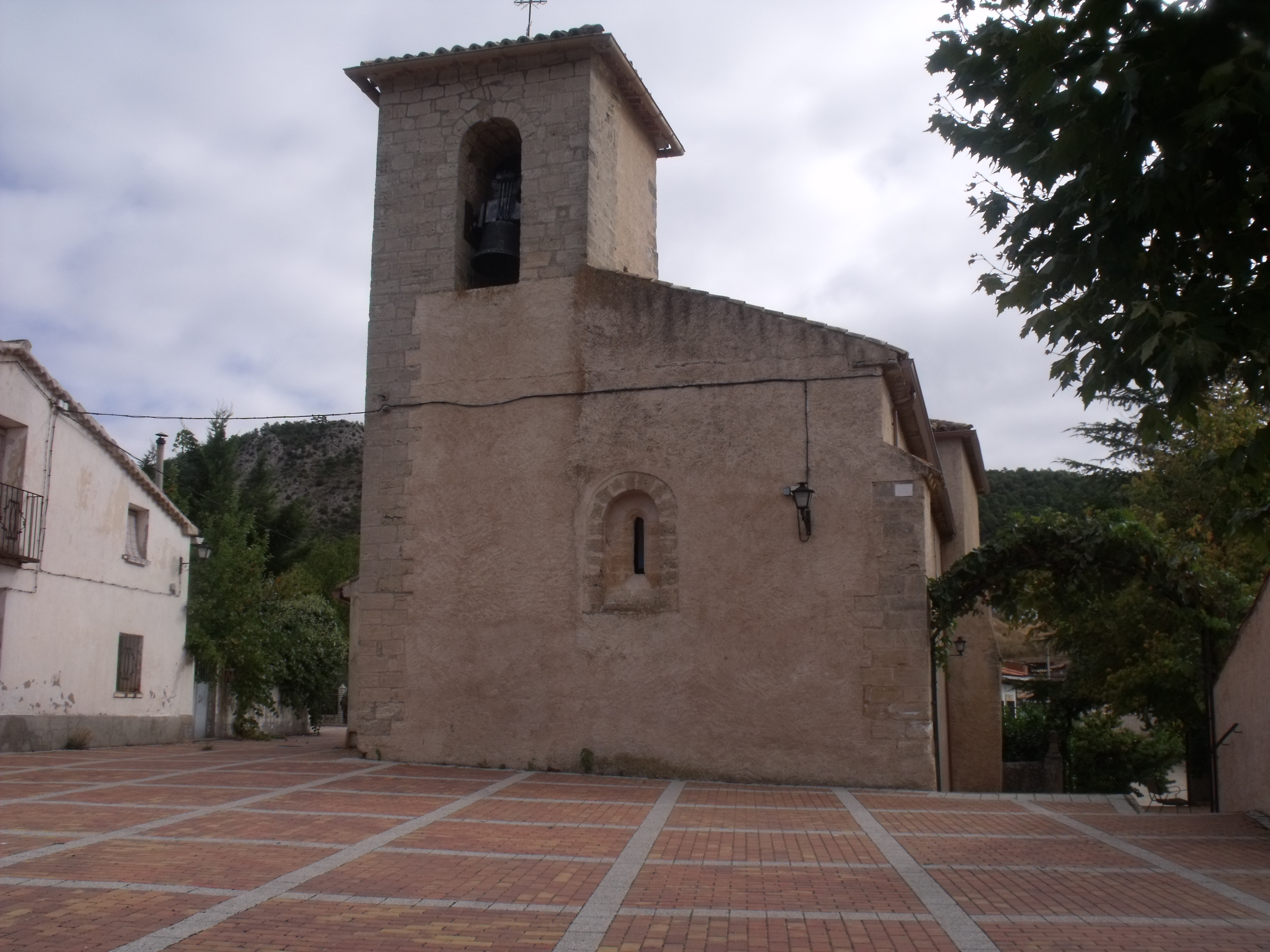
Peterskirche
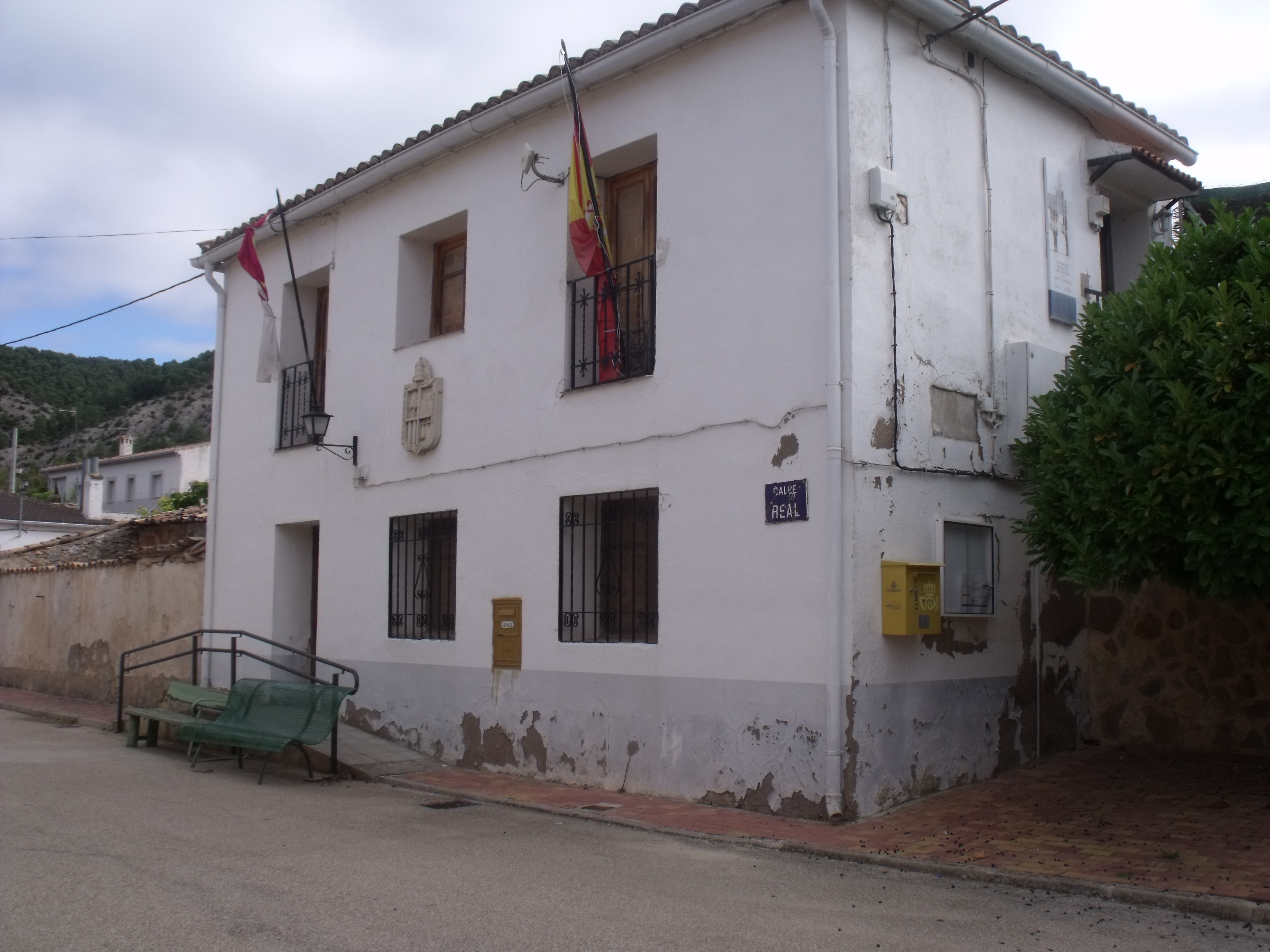
Rathaus